# Макнейр, Лесли
Лесли Джеймс Макнейр (англ. Lesley James McNair; 25 мая 1883 — 25 июля 1944) — четырёхзвёздный генерал Армии США. Один из четырёх самых высокопоставленных генералов Армии США, погибших в ходе Второй мировой войны.
Родился в Верндейле (штат Миннесота). В 1904 году закончил Военную академию в Вест-Пойнте и был распределён в артиллерию. В 1913 году побывал в семимесячной поездке во Франции с целью наблюдения за подготовкой в артиллерии Франции. В 1914 году принял участие в оккупации Веракруса, а затем в экспедиции против Панчо Вильи. В мае 1917 года был произведён в майоры. После вступления США в Первую мировую войну отправился во Францию в составе 1-й пехотной дивизии, в августе 1917 года получил временное звание подполковника, в июне 1918 года — полковника, в октябре 1918 года — бригадного генерала (став самым молодым на тот момент генералом в армии США).
Вернувшись после войны в США вновь стал майором (таково было его постоянное звание). В 1919—1921 годах преподавал в военных учебных заведениях, в 1921—1924 годах был штабным офицером на Гавайях, в 1924—1928 годах — профессором в Университете Пердью. В 1928 году получил постоянное звание подполковника. В 1929 году окончил Армейский военный колледж, в 1929—1933 годах был заместителем командира Школы полевой артиллерии Армии США. В мае 1935 года был произведён в полковники и стал командующим 2-й бригадой полевой артиллерии. В марте 1937 года был произведён в бригадные генералы. С апреля 1939 по июль 1940 года был комендантом Колледжа высшего командного и штабного состава армии США.
С июля 1940 по март 1942 года Лесли Макнейр был начальником генерального штаба армии США. В сентябре 1940 года он был произведён в генерал-майоры, а в июне 1941 года получил временное звание генерал-лейтенанта.
Будучи артиллеристом, Макнейр лоббировал интересы артиллерийских войск по сохранению высокого влияния и, соответственно, финансирования артиллерии. Для этих целей он критиковал развитие танковых войск и продвигал концепцию о том, что американские танки ни в коем случае не должны вступать в бой с вражескими танками. Для этих целей должны использоваться буксируемые противотанковые пушки, тогда как танки просто должны поддерживать пехоту. В следствие этого на протяжении всего периода войны основу танковых войск США составлял средний танк «Шерман» с 75 мм орудием, который уже начиная с 1943 года не мог на равных бороться со средними и тяжёлыми танками врага из-за слабости лобовой брони и орудия. Все попытки усиления брони и орудий танка, а также внедрения новых тяжёлых танков происходили очень медленно из-за сопротивления со стороны лобби артиллеристов.
В марте 1942 года Лесли Макнейр был назначен командующим Сухопутными войсками Армии США. В этой должности он отвечал за подготовку американских войск к заморским операциям. Получил ранение во время Североафриканской кампании.
Был убит возле нормандского города Сен-Ло бомбой, сброшенной с одного из самолётов 8-й воздушной армии США во время ковровой бомбардировки при проведении Операции «Кобра» в Нормандии.
При этом косвенной причиной гибели от дружеского огня стала его же продвигаемая концепция о том, что танки не должны бороться с танками. Из-за неё, а также из-за ошибок разведки, которая заявила, что в Нормандии у немцев не имеется крупных соединений тяжёлых танков, американские войска при встрече с немецкими танками «Тигр» и «Пантера» были вынуждены прибегнуть к постоянным ковровым бомбардировкам позиций врага, так как их собственные танки не могли ничего сделать вражеским.
Посмертно был произведён в генералы.